# Gazzuolo
Gazzuolo là một đô thị tại tỉnh Mantova trong vùng Lombardia của Italia, có vị trí cách khoảng 120 km về phía đông nam của Milano và khoảng 20 km về phía tây nam của Mantova. Tại thời điểm ngày 31 tháng 12 năm 2004, đô thị này có dân số 2.450 người và diện tích là 22,3 km².
Đô thị Gazzuolo có các frazioni (các đơn vị trực thuộc, chủ yếu là các làng) Belforte, Bocca Chiavica, và Pomara.
Gazzuolo giáp các đô thị: Commessaggio, Marcaria, San Martino dall'Argine, Spineda, Viadana.